# Cuisson des aliments

Triangle culinaire de Lévi-Strauss.

La cuisson des aliments est l'opération par laquelle un aliment est transformé ou modifié, sur le plan physico-chimique, sous l'effet de la chaleur (ou des radiations capables de le chauffer).
La cuisson est propre à l'homme (parmi les autres animaux) et intègre la notion du futur dans l'alimentation :

« Le traitement des nourritures est modifié [par la découpe], aspects physique et chimique, via le feu [cf. phlogistique historique, notion pré-scientifique] [...] Notre ventre [d'un point de vue aussi bien physiologique que psychique] se comprend « depuis peu » comme notre deuxième cerveau. »

— Pascal Picq
La cuisson permet de modifier le goût, la saveur, l'aspect, la couleur, la texture, le volume, le poids, ou les qualités nutritives de l'aliment. Elle modifie sa structure chimique et physique et peut ainsi le rendre assimilable, nourrissant ou plus savoureux, et élimine parfois la toxicité.
La cuisson des aliments fabrique dans le monde entier la pratique du repas. Il est froid ou chaud, chez-soi où en dehors du domicile, cela correspond à la pratique sociale particulière à chaque endroit, chaque moment et chaque groupe d'individus ; la consommation d'une nourriture est le plus souvent un acte qui se différencie de l'absorption de simples nutriments.
La cuisson améliore l'hygiène alimentaire étudiée dans la diététique: elle permet de détruire des germes ou des parasites présents dans l'aliment, selon la température et le mode de cuisson.
Notez au passage que cet ensemble formate le langage, la culture d'un peuple avec sa cuisine et donc sa culture agricole et manière d'élever les bêtes.

## Milieux de cuisson
La cuisson des aliments a lieu dans un milieu liquide, un milieu gazeux ou sous vide :
- Le milieu gazeux peut être l’air sec (four, broche, gril, etc.) ou humide (vapeur).

- Le liquide peut être[4] :
  - un milieu aqueux (eau, sirop, vin, lait, yaourt, fumet, court-bouillon, etc.)
  - un corps gras liquide (huile) ou solide à température ambiante (graisse).

Les résidus de cuisson (liquide ou solide) peuvent être consommés (sauce, soupe, fumet) ou recyclés (bain de friture).

## Types de cuisson alimentaire

### Cuisson par expansion et cuisson par concentration
Selon le mode de cuisson choisi, celle-ci facilite la migration de certains composés rendus solubles :
- soit vers l'intérieur de l'aliment
- soit vers l'extérieur de l'aliment

C'est cette migration qui permet de classer les différents types de cuisson en trois catégories :
- la cuisson par expansion ou dissolution. Exemple : pocher (dans un liquide au départ froid) pour la cuisson des légumes secs, blanchiment des pommes de terre, cuisson de poissons pochés ou à court mouillement. L'échange entre l'aliment et le liquide de cuisson sont favorisés.
- la cuisson par concentration. Exemple : pocher (dans un liquide départ à chaud) pour la cuisson des légumes verts, du riz, des pâtes. Mais aussi cuire sous vide, cuire à la vapeur, rôtir, griller, frire, sauter, poêler. La brusque exposition de l'aliment à la chaleur provoque la coagulation superficielle des protéines, la formation d'empois, la caramélisation des glucides ou la réaction de Maillard (en particulier lorsqu'on "saisit" une viande). Les éléments nutritifs restent en partie à l'intérieur des aliments.
- les cuissons alliant les deux phénomènes (expansion et concentration) appelées cuissons mixtes. Exemple : braiser et sauter en sauce. Dans un premier temps cuisson par concentration (lors de la confection d'un sauté on fait saisir la viande en premier), dans un deuxième temps expansion (toujours pour la confection d'un sauté on fait "pocher" la viande dans la sauce ou le jus).

### Cuisson avec brunissement et cuisson sans brunissement
On préfère désormais une autre typologie de classification des cuissons que celle présentée ci-dessus. On classe donc les modes de cuisson en fonction de leur effet sur la transformation physico-chimique de l'aliment.

#### Cuisson avec brunissement
| Action  | Méthode   | Définition                                                                                    | Ustensile de cuisson                                                                                       | Appareil de cuisson                                            | Exemples                                                                       |
| ------- | --------- | --------------------------------------------------------------------------------------------- | --- | -------------------------------------------------------------- | ------------------------------------------------------------------------------ |
| Rôtir   | Rôtissage | Cuire à découvert                                                                             | Broche, plat à rôtir avec ou sans grille                                                                   | Four, rôtissoire                                               | La viande (kebab, poulet entier, cuissot...), les légumes. Gâteau à la broche. |
| Poêler  | Poêlage   | Cuire à découvert ou à couvert dans un récipient creux (option: sur une garniture aromatique) | Poêle, récipient creux à rebord bas ou haut, cuisson poêle ouverte jusqu'à hermétiquement fermée ou paella | Cuisinière                                                     | légumes, châtaignes, blini, œuf au plat, Baeckeoffe                            |
| Sauter  | Sauté     | Cuire rapidement à feu vif et à découvert dans une petite quantité de corps gras              | Sautoir, sauteuse, poêle, wok                                                                              | Cuisinière                                                     | Morceau de viande, escalope panée, omelette                                    |
| Griller | Grillade  | Cuire rapidement à chaleur vive par conduction thermique ou par chaleur rayonnante            | planches à griller                                                                                         | Conduction par chaleur rayonnante : gril, barbecue, salamandre | Morceau de viande, cuisse de poulet, saucisse                                  |
| Frire   | Friture   | Cuire par immersion dans un corps gras porté à haute température                              | panier à frites                                                                                            | Friteuse                                                       | Pommes de terre frites, poissons, beignets                                     |

| Action  | Méthode |
| ------- | ------- |
| Sécher  | Séchage |
| Confire | Confit  |

#### Cuisson sans brunissement
| Action                                                                      | Méthode                                | Définition | Récipient de cuisson                                  | Appareil de cuisson                                                     | Exemples                                                                                              |
| --------------------------------------------------------------------------- | -------------------------------------- | --- | ----------------------------------------------------- | ----------------------------------------------------------------------- | --- |
| Cuire dans un liquide aqueux (eau, vin, coulis, sauce...): pocher, bouillir | ébullition, Pochage                    | Cuire dans un liquide départ à froid ou départ à chaud. | cocotte, faitout, sauteuse, casserole, ...            | Cuisinière                                                              | légumes verts, riz, pâtes alimentaires                                                                |
| Cuire à la peau (sans éplucher)                                             | ébullition cuisson dans son propre suc | Cuire dans un liquide, cuire "à sec" au four | casserole, plat de four                               | Cuisinière, Four                                                        | pommes de terre, courgettes, aubergines, betteraves, tomates, poires et pommes, potimarron et potiron |
| Cuire au bain-marie                                                         | eau jusqu'à 95°C                       | Cuire dans un liquide, entre 2 casseroles | casserole                                             | Cuisinière                                                              | pâtisseries-crèmes chocolatées, sabayon et meringue suisse, sauces genre hollandaise                  |
| Cuire à l'étouffée                                                          | dont Cuisson en papillote              | Cuire sans liquide ou avec très peu | casserole, cocotte, grille, plaque de four            | Cuisinière, Four                                                        | pâtisseries genre meringues, légumes genre endives, riz en faitout                                    |
| Cuire à la vapeur                                                           | Cuisson à la vapeur                    | Cuire grâce à la vapeur d’un liquide, surtout l'eau, en ébullition. | cuit-vapeur, autocuiseur                              | Four à vapeur, Cuisinière                                               | légumes : pommes de terre, carottes, asperges, ...                                                    |
| Cuire sous–vide                                                             | Cuisson sous-vide                      | Placer un aliment dans un conditionnement (sachet ou barquette) étanche et thermorésistant, en extraire l'air et le souder hermétiquement. La cuisson est réalisée à une température inférieure à 100 °C dans une ambiance humide. Le cuire sans ouvrir le sachet | le sachet seul, le sachet dans la cocotte en silicone | Cuiseur-sous-vide (entre 30 et 95°C), Four à vapeur, Four à micro-ondes | tous les aliments non secs                                                                            |

#### Cuisson en atmosphère combiné
Cette méthode combine les deux précédentes :
- Braiser
- Mijotage, pour les ragoûts ou sautés en sauce : c'est cuire à couvert, lentement et régulièrement dans un liquide lié, des aliments découpés en morceaux et préalablement rissolés[5].

## Aspects culturels
Claude Lévi-Strauss considère le passage du cru au cuit (la cuisson) comme un acte profondément civilisateur.

## Aspects diététiques
Une cuisson appropriée détruit les microbes, d'éventuels parasites des viandes et poissons et certaines substances indésirables (toxines thermolabiles, facteurs antinutritionnels) ; elle permet ainsi de réaliser des conserves.
La température et la durée de cuisson modifient la nature des nutriments de l'aliment (fruits et légumes ou viande  par exemple), la texture et la digestibilité des protéines (œuf, poisson, viande).
Certains modes de cuisson peuvent inversement générer des substances toxiques, mutagènes 
ou cancérigènes, 
ou détruire certains antioxydants utiles contenus dans les fruits et légumes, ou les évacuer dans l'eau de cuisson ; ce pourquoi, il vaut généralement mieux cuire les légumes peu de temps et dans le moins d'eau possible  ou à la vapeur, au micro-ondes, ou encore ou sous vide,.
La tomate est un cas particulier. On peut la manger crue afin de profiter de la vitamine C qu'elle recèle en quantité et qui est très sensible à la chaleur. Pour autant, il ne faut pas rejeter la sauce tomate, les concentrés ou le ketchup, car leur manque de vitamine C est compensée par d'autres antioxydants. Par exemple, le lycopène contenu dans la tomate devient plus facilement absorbable par le corps avec la cuisson. En revanche, des légumes tels que le brocoli, le chou-fleur ou la carotte sont extrêmement sensibles à la chaleur. Il vaut mieux les manger crus, ou à peine blanchis et encore croquants.
La diététique a formulé ce qui est devenu  à époque la nouvelle cuisine avant de devenir la « cuisine bio » des aliments biologiques. Cette dernière est parfois conseillée par les diététiciens sous cette forme de "nouvelle religion" comportant des alicaments.

### Protéines
Les viandes cuites diminuent les désordres de santé dues au vieillissement et les maladies de l'estomac.

### Corps gras
Les corps gras sont des huiles ou des huiles figées, des graisses animales huileuses ou figées dont le beurre plus la crème "fraîche".
La cuisine classique avant la moitié du xxe siècle ne fait état de la spécificité des différentes huiles. Elle différencie selon l'usage dont le brunissement, le blanc du début de cuisson de légumes et farines.
La diététique classe le « bénéfice » et la « dangerosité à terme » pour ces éléments additifs de l'alimentation, qu'elle soit crue ou cuite. Ainsi une table de composition des huiles alimentaires est d'usage courant à la fin du xxe siècle elle est cependant réadaptée suivant le suivi des soins par l'alimentation.

### Sucres
Les sucres naturels présents dans les aliments ont été remplacés par les sucres industriels aussi bien dans les boissons que dans les plats « tout préparés ». Et ils ont posé rapidement le problème des additifs avec mention sur l'étiquetage. En France cela a été fait pour la sécurité sanitaire dans la deuxième moitié du xxe siècle. La cuisson longue avec additifs des aliments a été contestée de façon populaire puis diététiquement.

### Fibres
La perte du naturel par les aliments de conserve déjà installée et la panification nouvelle (farine blutée) dans l'après-guerre a diminué les apports en vitamines pour l'organisme et le confort de la digestion complète.

## Aspects sanitaires et environnementaux
La préparation culinaire et la conservation des mets font l'objet d'une attention dans l'époque moderne pour éviter les désordres induits sur l'organisme de l'individu . (cf. le noircissement des fruits et légumes).
Certains modes de cuisson causent une perte de nutriments et/ou génèrent des composés indésirable. Cuire des aliments acides (agrumes, vinaigres, sauce tomate...) dans de l'aluminium ou un contenant contenant du plomb expose à une contamination de ces aliments par ces métaux. Pour être agréé "contact alimentaire", les matériaux doivent respecter certaines normes relatives au relarguage de métaux toxiques (plomb, cadmium notamment).
Sans extraction ou avec une mauvaise ventilation, la cuisson au feu de bois, de charbon, de charbon de bois, au gaz naturel ou de ville (et même à l'électricité dans une cuisine mal ventilée) est aussi une source indirecte de polluants de l'air intérieur pouvant conduire à des taux de particules fines (en cas de fumée notamment), de nanoparticules (la combustion de gaz émet des nanoparticules de 15 à 40 nm pour la plupart, frire du bacon sur du gaz ou des plaques électriques produit des nanoparticules de 50 à 100 nm qui tendent ensuite à s'agglomérer). 
La cuisson au gaz est source d'oxydes d'azote (ex : quatre cycles de 15 minutes de cuisson ont produit des pics de 5 minutes à environ 1000 ppb de dioxyde d'azote et d'environ 2000 ppb d'oxyde nitrique). Cette pollution de l'air intérieur atteignant ou dépassant les seuils de dangerosité pour la santé respiratoires et peut-être cardiovasculaires. C'est notamment le cas pour les grillades, fritures et cuissons d'aliments gras ou quand un aliment est oublié sur le feu.
Pour les aliments non-bio, en complément du lavage et de l'épluchage, la cuisson peut contribuer à significativement dissiper dans l'eau de cuisson ou à détruire certains résidus de pesticides. Les recommandations consistant à ne pas toujours cuire ; utiliser le moins d'eau possible ; réduire le temps de cuisson sont compatibles avec le respect de l'environnement et les économies d'énergie.

## Différents appareils de chauffe pour cuisson alimentaire
- Barbecue
- Brasero
- Cuiseur solaire
- Cuiseur de riz
- Cuisinière à gaz
- Four
- Four à micro-ondes (peut avoir un gril)
- Four à vapeur
- Four tunnel de boulangerie-biscuiterie
- Fourneau (à bois ou à charbon) (appellation vieillotte[note 8])
- Machine à pain
- Mijoteuse
- Planche
- Plaque à induction
- Plaque électrique
- Plaque vitrocéramique
- Machine à pop-corn
- Potager (tombé en désuétude)
- Four à raclette et raclonette
- Réchaud
- Saucier
- Torréfacteur (cacao, café, chicorée, fruits secs)
- Yaourtière (électrique)
- Feu de bois

## À-point de cuisson

### Viande
Trois critères permettent de déterminer avec précision l'à-point de cuisson des grillades ou des viandes sautées (plus particulièrement pour les viandes rouges) :
- la couleur intérieure et extérieure de la pièce de viande
- la consistance (reconnaissable au toucher et à la pression du doigt)
- la température atteinte au cœur de la pièce de viande

De la viande rouge quasi crue, à la viande brune, complètement cuite, les degrés de cuisson des viandes grillées sont appelés « bleu », « saignant », « à point » et « bien cuit »,.
- 45 °C, très bleu, très peu cuit, very rare,
- 55 °C, bleu, peu cuit, rare,
- 60 °C, saignant, medium rare,
- 65 °C, à point,
- 70 °C, bien cuit, well done,
- 75 °C, très bien cuit, very well done,
- 85 °C, trop cuit, roussi, brown, brûlé…

### Pâtes, riz, légumes
Pour les pâtes, le riz et certains légumes, al dente est le degré de cuisson auquel l'aliment reste ferme sous la dent.